# جوليا كامبل (صحفية)
جوليا كامبل (بالإنجليزية: Julia Campbell)‏ هي صحفية أمريكية، ولدت في 25 يناير 1967 في فرجينيا في الولايات المتحدة، وتوفيت في 8 أبريل 2007 في مصاطب أرز باناوي في الفلبين.